# Gran Premio d'Olanda 1979
Il Gran Premio d'Olanda 1979 è stata la dodicesima prova della stagione 1979 del Campionato mondiale di Formula 1. Si è corsa domenica 26 agosto 1979 sul Circuito di Zandvoort. La gara è stata vinta dall'australiano Alan Jones su Williams-Ford Cosworth; per il vincitore si trattò del quarto successo nel mondiale. Ha preceduto sul traguardo il sudafricano Jody Scheckter su Ferrari e il francese Jacques Laffite su Ligier-Ford Cosworth.

## Vigilia

### Sviluppi futuri
La BMW negò un suo interesse ad entrare in Formula 1.
In una riunione della FOCA tenuta a Zandvoort nel weekend del gran premio Bernie Ecclestone propose delle limitazioni per l'uso di motori turbo (utilizzati dalla Renault) e per quelli con l'architettura a V con 12 cilindri (proposti da Ferrari e Alfa Romeo). Ecclestone, seguendo anche un'indicazione della FIA sulla riduzione dei consumi, propose di limitare a 180 litri per gara il consumo di carburante, contro i 200-215 litri consumati dai motori turbo e V12. Il patron della Brabham propose anche di limitare la cilindrata dei motori turbo a 1.300 cm³, contro i 1.500 ammessi. In risposta le tre case automobilistiche (Ferrari, Renault e Alfa Romeo) firmarono un accordo per lo sviluppo del motore turbo, per sostenere la non limitazione del numero degli pneumatici e per una comune interpretazione dei regolamenti tecnici. Le tre case inviarono una lettera verso la FISA nella quale confermavano la fiducia nei suoi confronti, rimettendo a essa il potere decisionale.

### Aspetti tecnici
Nei giorni precedenti il gran premio la Brabham testò con Nelson Piquet sulla propria vettura dei motori Ford Cosworth DFV, in luogo dei Alfa Romeo utilizzati dalla casa britannica dal 1976. La scuderia confermò l'impiego dei motori italiani nella gara olandese e prospettò l'impiego dei Coswoth dalla gara del Canada. L'Alfa, dal suo canto, dopo il doppio ritiro delle Brabham nel GP d'Austria, aveva intimato alla scuderia britannica di modificare il serbatoio dell'olio, causa del ritiro, pena la non fornitura dei motori per il gran premio d'Olanda.
Il tracciato venne leggermente modificato all'altezza delle Hondenvlak, un velocissimo sinistra-destra da affrontare ad acceleratore completamente aperto che destava preoccupazioni per la sicurezza da parte degli organizzatori. I gestori del circuito, visto il brevissimo preavviso, risposero intervenendo sulla seconda Hondenvlak e realizzando una chicane temporanea. Questa nuova chicane venne criticata da molti piloti, tra cui Clay Regazzoni, che accusò Jody Scheckter, pilota a capo della commissione sicurezza, per come la stessa era stata concepita, sia perché non rallentava sufficientemente le vetture, sia per l'altezza dei cordoli, che potevano fungere da trampolino per le vetture.
La Ferrari presentò una 312 T4 modificata, affidata al solo Jody Scheckter. I tubi di scarico erano stati concentrati attorno al motore: questo consentiva una maggiore pulizia della parte sottostante la vettura, che cercasse un maggiore sfruttamento dell'effetto suolo. La nuova vettura venne però provata solo nelle prove libere del venerdì mattina.

### Aspetti sportivi
Jean-Pierre Jarier tornò al volante della Tyrrell dopo due gran premi d'assenza, saltati a causa dell'epatite. Derek Daly, che lo sostituì nel GP d'Austria fu vicino all'ingaggio con la Ligier.

## Qualifiche

### Resoconto

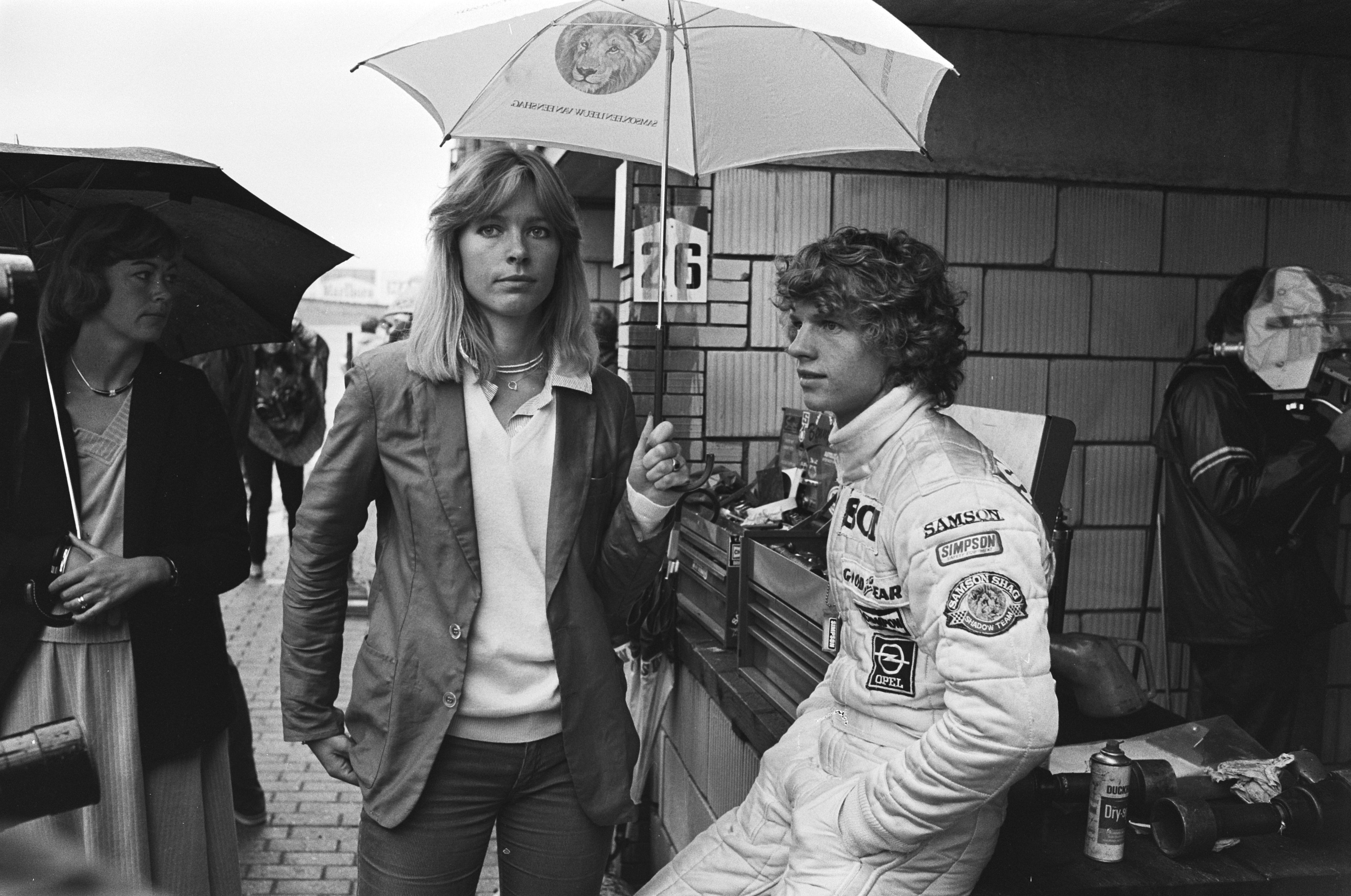
Jan Lammers al suo debutto in F1.

Nella prima giornata di prove, caratterizzata da tempo variabile, il più rapido fu Clay Regazzoni su Williams, in 1'16"31, un centesimo più rapido del tempo ottenuto in prova da Mario Andretti l'anno precedente, ma su un circuito non ancora modificato dall'aggiunto della nuova chicane. Regazzoni precedette Jean-Pierre Jabouille e Alan Jones. Elio De Angelis, saltando sul cordolo della nuova chicane, perse il controllo della sua Shadow, ma senza conseguenze.
Al sabato René Arnoux conquistò la seconda pole position consecutiva, in 1'15"461, precedendo Alan Jones. Regazzoni venne relegato in seconda fila, assieme a Jean-Pierre Jabouille. Regazzoni si lamentò per il trattamento riservatogli dalla Williams, che aveva riservato un maggior numero di gomme da tempo per Jones. La terza fila fu monopolizzata dalla Ferrari, mentre Jacques Laffite chiuse settimo. La Ligier visse delle prove difficili, tanto che dovette acquistare al sabato, da Shadow e McLaren, delle molle più dure che consentissero un maggiore carico aerodinamico sugli alettoni. La giornata fu ancora caratterizzata da tempo variabile, tanto che la pioggia arrivò sul tracciato a venti minuti dal termine delle prove. Carlos Reutemann ebbe un'uscita di pista a oltre 200 km/h, che però non provocò conseguenze al pilota.

### Risultati
Nella sessione di qualifica si è avuta questa situazione:
| Pos | Nº | Pilota                | Costruttore              | Tempo    | Griglia |
| --- | -- | --------------------- | ------------------------ | -------- | ------- |
| 1   | 16 | René Arnoux           | Renault                  | 1'15"461 | 1       |
| 2   | 27 | Alan Jones            | Williams-Ford Cosworth   | 1'15"646 | 2       |
| 3   | 28 | Clay Regazzoni        | Williams-Ford Cosworth   | 1'16"228 | 3       |
| 4   | 15 | Jean-Pierre Jabouille | Renault                  | 1'16"304 | 4       |
| 5   | 11 | Jody Scheckter        | Ferrari                  | 1'16"392 | 5       |
| 6   | 12 | Gilles Villeneuve     | Ferrari                  | 1'16"939 | 6       |
| 7   | 26 | Jacques Laffite       | Ligier-Ford Cosworth     | 1'17"129 | 7       |
| 8   | 20 | Keke Rosberg          | Wolf-Ford Cosworth       | 1'17"280 | 8       |
| 9   | 5  | Niki Lauda            | Brabham-Alfa Romeo       | 1'17"495 | 9       |
| 10  | 3  | Didier Pironi         | Tyrrell-Ford Cosworth    | 1'17"625 | 10      |
| 11  | 6  | Nelson Piquet         | Brabham-Alfa Romeo       | 1'17"667 | 11      |
| 12  | 7  | John Watson           | McLaren-Ford Cosworth    | 1'17"750 | 12      |
| 13  | 2  | Carlos Reutemann      | Lotus-Ford Cosworth      | 1'18"001 | 13      |
| 14  | 8  | Patrick Tambay        | McLaren-Ford Cosworth    | 1'18"147 | 14      |
| 15  | 9  | Hans-Joachim Stuck    | ATS-Ford Cosworth        | 1'18"256 | 15      |
| 16  | 4  | Jean-Pierre Jarier    | Tyrrell-Ford Cosworth    | 1'18"430 | 16      |
| 17  | 1  | Mario Andretti        | Lotus-Ford Cosworth      | 1'18"452 | 17      |
| 18  | 30 | Jochen Mass           | Arrows-Ford Cosworth     | 1'18"606 | 18      |
| 19  | 29 | Riccardo Patrese      | Arrows-Ford Cosworth     | 1'18"629 | 19      |
| 20  | 25 | Jacky Ickx            | Ligier-Ford Cosworth     | 1'18"706 | 20      |
| 21  | 14 | Emerson Fittipaldi    | Fittipaldi-Ford Cosworth | 1'19"433 | 21      |
| 22  | 18 | Elio De Angelis       | Shadow-Ford Cosworth     | 1'20"709 | 22      |
| 23  | 17 | Jan Lammers           | Shadow-Ford Cosworth     | 1'21"084 | 23      |
| 24  | 31 | Héctor Rebaque        | Lotus-Ford Cosworth      | 1'21"344 | 24      |
| NQ  | 22 | Patrick Gaillard      | Ensign-Ford Cosworth     | 1'22"922 | NQ      |
| NQ  | 24 | Arturo Merzario       | Merzario-Ford Cosworth   | 1'23"613 | NQ      |

## Gara

### Resoconto
Al via prese la testa del plotone Alan Jones, seguito subito da Gilles Villeneuve; René Arnoux, partito dalla pole position, venne affiancato dal compagno di scuderia Jean-Pierre Jabouille, scartò di lato e colpì la vettura di Clay Regazzoni: sia Arnoux che il ticinese finirono fuori pista e furono costretti al ritiro poco dopo. Partì male, a causa di un problema tecnico, Jody Scheckter, che si ritrovò nelle retrovie.
Al termine del primo giro, dietro ai due battistrada, vi erano Jean-Pierre Jabouille, Didier Pironi, Jacques Laffite, Niki Lauda e Keke Rosberg. Quest'ultimo passò l'austriaco al secondo giro. Lauda, a sua volta, abbandonò dopo 4 giri per un dolore al polso. Fu il suo nono abbandono consecutivo, record all'epoca nel mondiale di Formula 1. Nello stesso giro Laffite venne passato sia da Rosberg che Watson. Il francese, penalizzato da problemi tecnici, uscì in pochi giri dalla zona dei punti. Anche John Watson uscì dalla zona dei punti a seguito di una lunga sosta ai box. Jody Scheckter, penalizzato da una partenza negativa, era invece in grande recupero, tanto da conquistare il sesto posto al giro 10. La classifica vedeva primo Jones, seguito da Villeneuve, Jabouille, Pironi, Rosberg, Scheckter, Jarier e Laffite.
All'undicesimo passaggio Gilles Villeneuve affiancò Jones all'esterno della Tarzan Bocht e lo superò, conquistando la vetta della gara. Simili sorpassi vennero compiuti da Rosberg e Scheckter ai danni di Didier Pironi tra il dodicesimo e diciassettesimo giro. Al giro 26 la frizione fermò Jabouille mentre Scheckter conquistò una posizione su Rosberg. La gara del pilota della Wolf terminò al giro 33 per un guasto al propulsore. Ora, dietro a Villeneuve a 12 secondi vi era Jones, seguito da Jody Scheckter, Pironi, Piquet, Mass e Laffite. Un giro dopo Jacques Laffite, complici il ritiro di Rosberg e il sorpasso su Mass, entrò in zona punti. Al giro 40 il francese passò anche Piquet.
Al quarantasettesimo giro Alan Jones, avvicinatosi a Villeneuve, lo attaccò alla nuova chicane: il canadese fu autore di un testacoda: l'australiano divenne primo e il ferrarista poté ripartire ma la sua gomma posteriore sinistra stava iniziando a sgonfiarsi. Poco dopo, Villeneuve subì il dechappamento della ruota, ma decise di proseguire, dopo un lungo alla prima curva. Percorse quasi un intero giro su tre ruote, fino a quando la ruota posteriore sinistra si strappò e, trattenuta dalle tubazioni dei freni, venne trascinata a rimorchio, dietro la vettura. Villeneuve riuscì a raggiungere il suo box, ma solo per ritirarsi, dopo aver chiesto invano ai meccanici di riparargli la monoposto. Questa sua manovra venne criticata per l'eccessiva pericolosità.
Al giro 52 si ritirò anche Didier Pironi, che era terzo, per la rottura di una sospensione. A pochi giri dal termine Jacky Ickx passò Mass, conquistando la quinta posizione; il belga mise sotto pressione anche Nelson Piquet, ma senza successo.
Alan Jones vinse (terza volta consecutiva per l'australiano, quarta per la Williams) davanti a Scheckter, Laffite, Nelson Piquet che ottenne i primi punti della carriera, Ickx e Mass.

### Risultati
I risultati del gran premio furono i seguenti:
| Pos | No | Pilota                | Costruttore              | Giri | Tempo/Ritiro            | Pos. Griglia | Punti |
| --- | -- | --------------------- | ------------------------ | ---- | ----------------------- | ------------ | ----- |
| 1   | 27 | Alan Jones            | Williams-Ford Cosworth   | 75   | 1h41'19"775             | 2            | 9     |
| 2   | 11 | Jody Scheckter        | Ferrari                  | 75   | +21"783                 | 5            | 6     |
| 3   | 26 | Jacques Laffite       | Ligier-Ford Cosworth     | 75   | +1'03"253               | 7            | 4     |
| 4   | 6  | Nelson Piquet         | Brabham-Alfa Romeo       | 74   | +1 giro                 | 11           | 3     |
| 5   | 25 | Jacky Ickx            | Ligier-Ford Cosworth     | 74   | +1 giro                 | 20           | 2     |
| 6   | 30 | Jochen Mass           | Arrows-Ford Cosworth     | 73   | +2 giri                 | 18           | 1     |
| 7   | 31 | Héctor Rebaque        | Lotus-Ford Cosworth      | 73   | +2 giri                 | 24           |       |
| Rit | 3  | Didier Pironi         | Tyrrell-Ford Cosworth    | 51   | Sospensione             | 10           |       |
| Rit | 12 | Gilles Villeneuve     | Ferrari                  | 49   | Foratura                | 6            |       |
| Rit | 18 | Elio De Angelis       | Shadow-Ford Cosworth     | 40   | Trasmissione            | 22           |       |
| Rit | 20 | Keke Rosberg          | Wolf-Ford Cosworth       | 33   | Motore                  | 8            |       |
| Rit | 15 | Jean-Pierre Jabouille | Renault                  | 26   | Frizione                | 4            |       |
| Rit | 7  | John Watson           | McLaren-Ford Cosworth    | 22   | Motore                  | 12           |       |
| Rit | 4  | Jean-Pierre Jarier    | Tyrrell-Ford Cosworth    | 20   | Testacoda               | 16           |       |
| Rit | 9  | Hans-Joachim Stuck    | ATS-Ford Cosworth        | 19   | Trasmissione            | 15           |       |
| Rit | 17 | Jan Lammers           | Shadow-Ford Cosworth     | 12   | Cambio                  | 23           |       |
| Rit | 1  | Mario Andretti        | Lotus-Ford Cosworth      | 9    | Sospensione             | 17           |       |
| Rit | 29 | Riccardo Patrese      | Arrows-Ford Cosworth     | 7    | Freni                   | 19           |       |
| Rit | 8  | Patrick Tambay        | McLaren-Ford Cosworth    | 6    | Motore                  | 14           |       |
| Rit | 5  | Niki Lauda            | Brabham-Alfa Romeo       | 4    | Problemi al polso       | 9            |       |
| Rit | 14 | Emerson Fittipaldi    | Fittipaldi-Ford Cosworth | 2    | Problemi elettrici      | 21           |       |
| Rit | 2  | Carlos Reutemann      | Lotus-Ford Cosworth      | 1    | Sospensione             | 13           |       |
| Rit | 16 | René Arnoux           | Renault                  | 1    | Sospensione             | 1            |       |
| Rit | 28 | Clay Regazzoni        | Williams-Ford Cosworth   | 0    | Collisione con R.Arnoux | 3            |       |
| NQ  | 22 | Patrick Gaillard      | Ensign-Ford Cosworth     |      |                         |              |       |
| NQ  | 24 | Arturo Merzario       | Merzario-Ford Cosworth   |      |                         |              |       |

## Classifiche

### Piloti
| Pos. | Pilota                | Punti |
| ---- | --------------------- | ----- |
| 1    | Jody Scheckter        | 44    |
| 2    | Jacques Laffite       | 36    |
| 3    | Alan Jones            | 34    |
| 4    | Gilles Villeneuve     | 32    |
| 5    | Clay Regazzoni        | 24    |
| 6    | Patrick Depailler     | 20    |
| 7    | Carlos Reutemann      | 20    |
| 8    | Jean-Pierre Jarier    | 13    |
| 9    | John Watson           | 13    |
| 10   | Mario Andretti        | 12    |
| 11   | René Arnoux           | 11    |
| 12   | Jean-Pierre Jabouille | 9     |
| 13   | Didier Pironi         | 8     |
| 14   | Nelson Piquet         | 3     |
| 15   | Jacky Ickx            | 3     |
| 16   | Jochen Mass           | 3     |
| 17   | Riccardo Patrese      | 2     |
| 18   | Emerson Fittipaldi    | 1     |
| =    | Niki Lauda            | 1     |

### Costruttori
| Pos. | Team                     | Punti |
| ---- | ------------------------ | ----- |
| 1    | Ferrari                  | 80    |
| 2    | Ligier-Ford Cosworth     | 61    |
| 3    | Williams-Ford Cosworth   | 58    |
| 4    | Lotus-Ford Cosworth      | 37    |
| 5    | Tyrrell-Ford Cosworth    | 21    |
| 6    | Renault                  | 20    |
| 7    | McLaren-Ford Cosworth    | 13    |
| 8    | Arrows-Ford Cosworth     | 5     |
| 9    | Brabham-Alfa Romeo       | 4     |
| 10   | Fittipaldi-Ford Cosworth | 1     |